# Svartalfheim

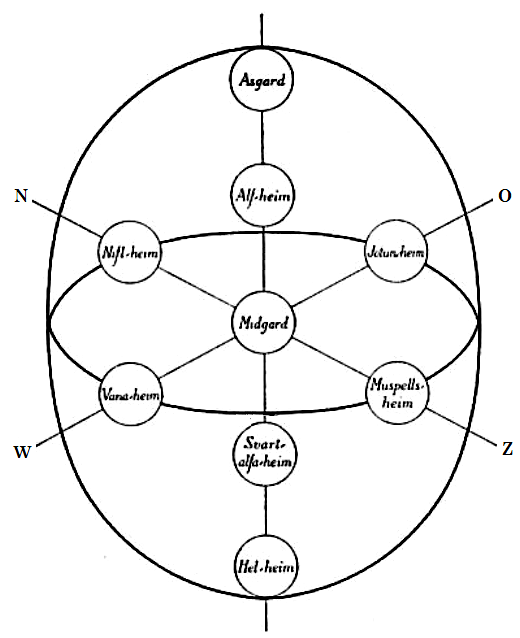
De 9 werelden uit de Noordse mythologie

In de Noordse mythologie is Svartalfheim een van de negen werelden, het land van de svartalfer (de zwarte elfen; de lichtelfen wonen in Ljossalfheimr). Dit land bevindt zich volgens de mythologie in het middelste van de drie niveaus van de wereld, en sommige bronnen zeggen dat deze wereld zich onder de grond bevindt.
Er wordt in de Gylfaginning (de jongere Edda van Snorri Sturluson) verteld dat nadat de Asen vreesden dat ze Fenrir nooit zouden kunnen binden, Odin Skírnir (de boodschapper van Freyr) naar Svartalfheim stuurde om de svartalfer een speciale ketting te laten smeden.